# 志賀和多利

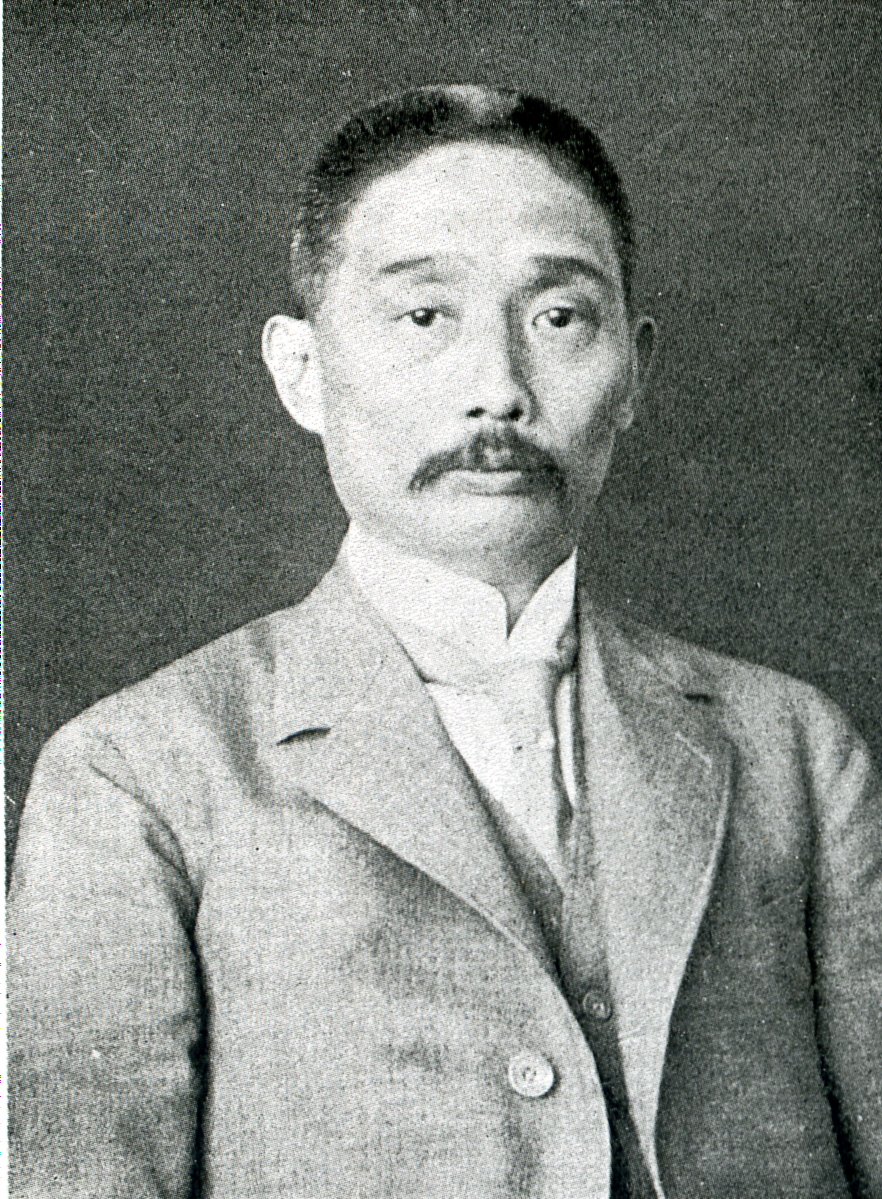
志賀和多利

志賀 和多利（しが わたり、1874年（明治7年）10月7日 - 1945年（昭和20年）6月14日）は、日本の衆議院議員（立憲政友会）、弁護士。

## 経歴
岩手県胆沢郡西根村（現在の金ケ崎町）出身。日本法律学校（現在の日本大学）を卒業し、1901年（明治34年）に高等文官試験と判検事登用試験に合格し、盛岡地方裁判所に司法官試補・検事代理として勤務した。しかし間もなく退官して弁護士を開業した。
1920年（大正9年）、第14回衆議院議員総選挙に出馬し、当選。以後、7回の当選を重ねた。その間、田中義一内閣で鉄道参与官を、齋藤内閣で逓信政務次官を務めた。
1942年（昭和17年）の翼賛選挙では非推薦で立候補したが落選した。翼賛政治体制協議会の推薦を得られなかったのは国家総動員法に反対したためとされる。その後神奈川県箱根で旅館「木賀の里 萬千楼」を経営し、1945年（昭和20年）にこの地で死去した。

## 親族
- 妹 - 志賀ミヱ（岩手県出身では初の女医[1][2]）
- 甥 - 志賀健次郎（衆議院議員、防衛庁長官、妹ミヱの娘婿）
- 大甥 - 志賀節（衆議院議員、環境庁長官、妹ミヱの孫）
- 大姪 - 志賀かう子（随筆家、妹ミヱの孫で、節の妹）